# Георги Стоименов (революционер)
Георги Иванов Стоименов (на гръцки: Γεώργιος Ιωάννου Στοϊμενίδης) e гъркоманин, деец на гръцка андартска чета в Източна Македония.

## Биография
Роден е в голямата зъхненска гъркоманска паланка Алистрат в 1873 година. Завършва централното гръцко училище в Алистрат. Присъединява се към гръцката пропаганда, организирана от мнимия директор на училището Димитриос Вардис и оглавява гръцкия революционен комитет в Алистрат. Той е отговорният организатор на македонската борба в Алистрат и околностите и на доставката на боеприпаси. Стоименов организира и ръководи всички операции на гръцките партизански чети в неговия район, както и заповедите за екзекуция на български дейци.
На 30 юни 1913 година четата на Стоименов напада оттеглящите се български войски в Доксат и Стоименов загива заедно с цялата си чета.
Община Алистрат му издигна бюст на централния площад, открит на 23 юни 1974 година.